# Кунщат
Кунщат (на чешки: Kunštát) е град в Южноморавския край на Чешката република, на 18 km от Бланско, административен център на едноименния окръг. Градът е разположен на Хорносвратецкото възвишение. По данни от 2016 г. населението му е 2783 жители.

## История
Съществува писмен документ за основаването на града в 1279 г. През 1281 г. оломоуцкият бургграф пише до Кунщат. Основател на града е рода Подебради. Съшествуването на замъка е документирано в писмен вид от 1360 г. През 1448 г. владетел на местните земи става Иржи от същия род, по-известен като Иржи от Подебради, на когото се налага да възстанови и западналия замък. Кунщат е притежание на рода до 1502 г.

## Административно деление
1. Хлубоке (Hluboké)  Архив на оригинала от 2008-05-13 в Wayback Machine.
2. Рудка (Rudka)  Архив на оригинала от 2008-05-13 в Wayback Machine.
3. Сихотин (Sychotín)  Архив на оригинала от 2008-05-13 в Wayback Machine.
4. Тоуборж (Touboř)  Архив на оригинала от 2008-06-11 в Wayback Machine.
5. Уезд (Újezd)  Архив на оригинала от 2008-05-13 в Wayback Machine.

## Демография
| Година    | 1970 | 1980 | 1991 | 2001 | 2003 |
| --------- | ---- | ---- | ---- | ---- | ---- |
| Население | 2154 | 2208 | 2264 | 2542 | 2637 |

## Интересни
- Кунщатски парк (Kuntštátská obora).
- Замък Кунщат (zámek Kunštát).
- Църква „Св. Станислав“ от 17-ото столетие (kostel svatého Stanislava – ze 17. století).
- Църква „Св. Дух“ (kostel svatého Ducha – hřbitovní kostel).
- Паметни плочи на Ян Теноров, Франтишк Халасов, Клемент Бохоржаков и Лудвик Кундеров (pamětní desky věnované Janu Tenorovi, Františku Halasovi, Klementu Bochořákovi a Ludvíku Kunderovi).

## Природа
- около града са разположени няколко природни паркове:
  - Природен парк „Халасово Кунщатско“ (Přírodní park Halasovo Kunštátsko)
  - Природен парк „Лисицко“ (Přírodní park Lysicko)
  - Природен парк „Свратецко подножие“ (Přírodní park Svratecká hornatina)

## Галерия
- Статуя на Иржи от Подебрад
- Църква „Св. Станислав“ в Кунщат
- Църква „Св. Станислав“ в Кунщат
- Градски фонтан на площада